# JAWS
JAWS (acronimo per Job Access With Speech) è uno screen reader (letteralmente lettore di schermo), un software prodotto dalla Freedom Scientific in Florida. Il suo scopo è rendere accessibile a ciechi e ipovedenti computer che usano sistemi operativi Microsoft. L'informazione mostrata sullo schermo viene letta da una voce artificiale o inviata a uno schermo braille.
Tramite JSL (JAWS Scripting Language) gli utenti possono creare script personali, rendendo accessibili tramite JAWS programmi che sarebbero altrimenti inutilizzabili da utenti con difficoltà visive.

## Storia
JAWS fu pubblicato nel 1989 da Ted Henter, un motociclista professionista che perse la vista in un incidente automobilistico nel 1978. Nel 1985, Henter, grazie a un investimento di Bill Joyce, fondò l'Henter-Joyce Corporation in Florida. Nell'aprile del 2000, Henter-Joyce, Blazie Engineering e Arkenstone si unirono per formare la Freedom Scientific.
JAWS fu originariamente creato per il sistema operativo MS-DOS. Fu uno degli screen reader che consentivano a utenti ciechi l'accesso alla modalità testo degli applicativi MS-DOS. Una caratteristica unica in JAWS fu il suo utilizzo dei menu a cascata. Quello che distinse JAWS dagli altri screen reader del periodo fu il suo uso di macro che consentivano all'utente di personalizzare l'interfaccia utente.
Ted Henter e Rex Skipper scrissero il codice sorgente di JAWS nella metà degli anni ‘80 e pubblicarono la versione 2.0 nella metà degli anni ‘90. Subito dopo Skipper abbandonò il progetto, lasciando il suo posto a Charles Oppermann. Da allora sono state regolarmente pubblicate nuove versioni. Freedom Scientific ora offre JAWS per MS-DOS come download gratuito dal suo sito web.
Nel 1993, Henter-Joyce pubblicò una versione altamente modificata di JAWS per persone con difficoltà di apprendimento. Questo prodotto, chiamato WordScholar, non è più disponibile.

### JAWS for Windows
Nel 1992, quando Microsoft Windows acquistò popolarità, Oppermann cominciò a lavorare su una nuova versione di JAWS. Principale successo fu il non interferire con la naturale interfaccia utente di Windows, mantenendo la comodità delle macro. Versioni dimostrative di JFW (JAWS for Windows) furono mostrate in diverse conferenze nel 1993 e nel 1994. Durante questo periodo, lo sviluppatore Glen Gordon iniziò a lavorare sul codice, dopo l'assunzione di Oppermann da parte della Microsoft nel novembre 1994. Nel gennaio del 1995 fu pubblicato JAWS for Windows 1.0.
Attualmente versioni aggiornate di JAWS for Windows escono con cadenza quasi annuale. La più recente versione di Jaws for Windows in lingua italiana è Jaws 2022 disponibile per il download dal sito del distributore di Freedom Scientific in Italia, Vision Dept.

## Cronologia delle versioni pubblicate
| Versione | Data uscita       | Cambiamenti significativi |
| -------- | ----------------- | --- |
| JFW 1.0  | gennaio 1995      | Prima versione per Windows, supportati Windows 3.1 e Windows for Workgroups 3.11 |
| JFW 2.0  | 1996              | Aggiunto supporto per Windows 95 |
| JFW 4.0  | 14 settembre 2001 | - Cambia l'interfaccia utente - Aggiunti guida opzionale e aiuto alla chiave d'accesso |
| JFW 4.5  | 30 agosto 2002    | Aggiunte chiavi di navigazione rapide a Internet Explorer, per navigare tra elementi HTML su una pagina |
| JFW 5.0  | 9 ottobre 2003    | - Molti miglioramenti con il supporto Internet - Gestore del parlato e suono, per indicare font, controlli e elementi delle pagine web. |
| JFW 6.0  | 3 marzo 2005      | - Introduzione della convalida della licenza - Introduzione di settaggi utente indipendenti |
| JFW 7.0  | 14 ottobre 2005   | - Uscita della versione per chiave USB - Supporto per Mozilla Firefox - Non è più supportato Windows 95 |
| JFW 7.1  | 21 giugno 2006    | - Aggiornamenti automatici - Si passa a un motore di rendering Document Object Model per HTML |
| JFW 8.0  | 17 novembre 2006  | - Non sono più supportati Windows 98 e Windows Me - Supportato Windows Vista |
| JFW 9.0  | 19 novembre 2007  | - supporto per la composizione HTML - Nuovo menu di dialogo per sistemare le opzioni di JAWS |
| JFW 10   | 3 ottobre 2008    | - prima versione installabile in windows 7, anche se ufficialmente essa risulta incompatibile. Tuttavia non si riscontrano notevoli problemi nell'utilizzo della stessa nel sistema operativo citato in precedenza. - Introduzione di JAWS Tandem, per permettere a una persona che usa JAWS di accedere a un altro computer che usa JAWS come connessione remota. - Supporto per iTunes e iTunes Store |
| JFW 11   | 19 ottobre 2009   | - prima versione ufficialmente compatibile con Windows 7 - compatibilità con recenti versioni di Skype - introdotta la funzione "cerca" per reperire informazioni presenti sul web mostrate nel visualizzatore virtuale, come ad esempio voci presenti su Wikipedia, voli, prodotti disponibili su Amazon o anche previsioni meteo                                                                      |
| JFW 12   | 25 ottobre 2010   | - maggiore compatibilità con IBM Lotus Symphony - compatibilità con Internet Explorer 9 - supporto per Visual Studio 2010 Professional - aggiunto il supporto per la codifica UTF-8 |
| JFW 13   | settembre 2011    | - OCR per il riconoscimento dei caratteri nelle immagini (es. testo dei menù nei DVD dei film) - Quick Settings: personalizzazione delle impostazioni del programma in modo specifico per ogni documento |